# Хонтхорст, Геррит ван
Ге́ррит ван Хо́нтхорст (нидерл. Gerrit van Honthorst, 4 ноября 1592, Утрехт — 27 апреля 1656, Утрехт) — голландский живописец Золотого века голландской живописи; представитель школы утрехтских караваджистов, мастер «ночных сцен», за что получил прозвание «Герардо ночной» (итал. Gherardo delle Notti).

## Творческая биография
Геррит ван Хонтхорст родился в Утрехте в семье живописца-декоратора Германа Герритса ван Хонтхорста, обучался у своего отца, а затем у Абрахама Блумарта. Затем Хонтхорст, вероятно, в 1610 году отправился в Италию, но впервые упоминается в Риме в 1616 году.

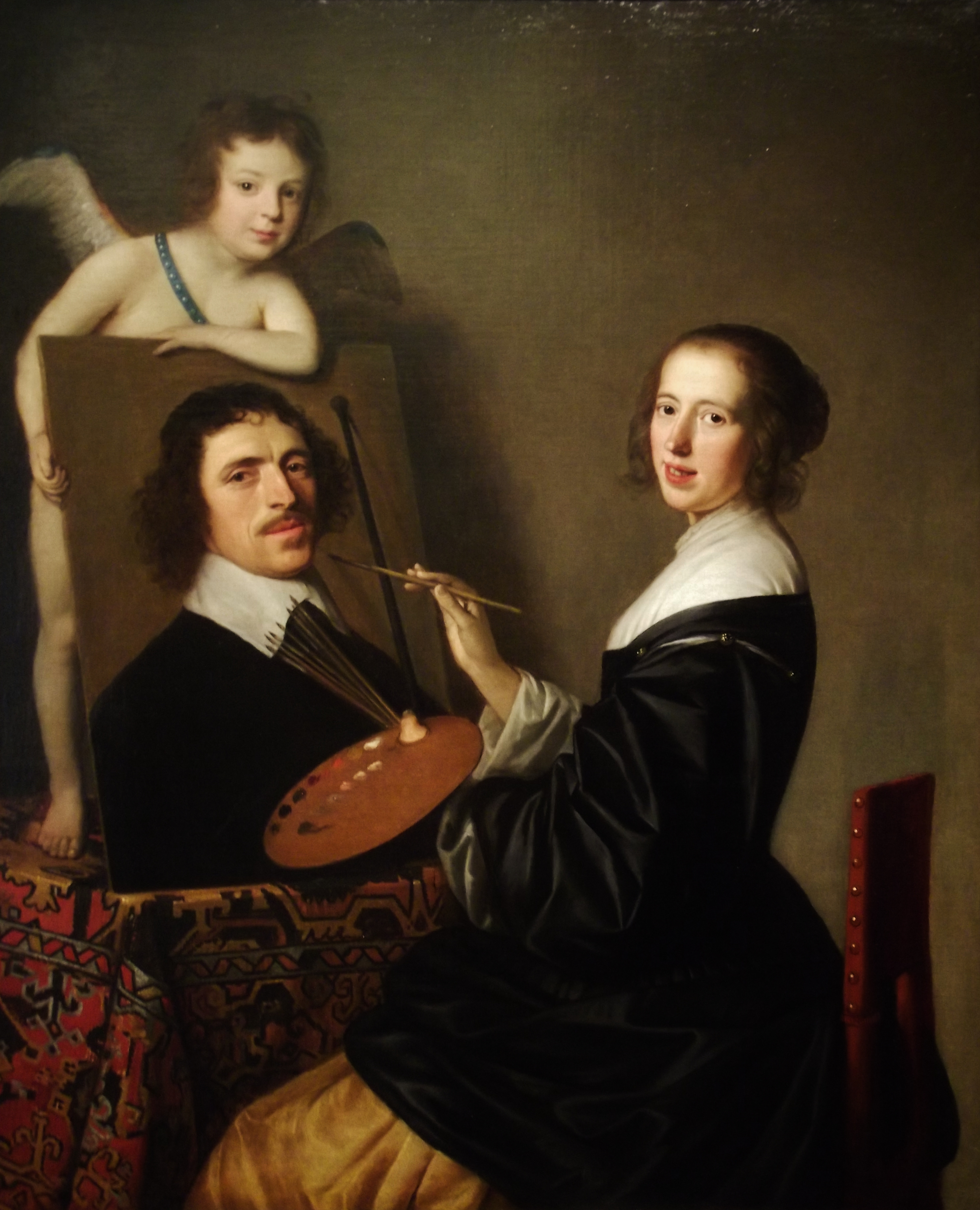
Aллегория живописи. 1648. Холст, масло. Художественный музей Крокера, Сакраменто, Калифорния, США

В Италии Хонтхорст начал подражать живописной манере Караваджо и, позднее, его, вместе с Абрахамом Блумартом, Дирком ван Бабюреном, Хендриком Тербрюггеном и Яном ван Бейлертом, стали причислять к группе так называемых утрехтских караваджистов. В Риме Хонтхорст поселился во дворце покровителя художников маркиза Винченцо Джустиниани, там же написал картину «Христос перед Каиафой», которая теперь находится в лондонской Национальной галерее. В доме Джустиниани имелась значительная коллекция произведений искусства, и на Хонтхорста особенно повлияли картины Караваджо, Бартоломео Манфреди и Аннибале Карраччи. Кардинал Шипионе Боргезе стал ещё одним важным покровителем художника, обеспечив ему важные заказы. Хонтхорст также работал на Козимо II Медичи, великого герцога Тосканы.
В 1620 году художник вернулся в Утрехт, где затем жил и работал с перерывами постоянно. В Утрехте Герардо произвёл своими работами впечатление на молодого Рембрандта и Франса Халса. В 1622 году Хонтхорст был принят в Гильдию Святого Луки. В 1630-х годах стал работать как портретист, любил изображать крестьян и играющих музыкантов. В 1622 году он открыл в Утрехте Академию рисунка (Utrechtse tekenacademie; на самом деле небольшую студию-мастерскую для приходящих учеников). В 1626 году Хонтхорст устроил обед для Рубенса и изобразил его в аллегорической композиции как «честного человека, которого искал и нашёл Диоген».
Под влиянием Караваджо Геррит ван Хонтхорст увлёкся изображением «ночных сцен»: условное название, поскольку изображалась не ночь, а искусственное освещение от скрытого источника света с эффектами светотени. За эту особенность мастер и получил прозвание «Герардо ночной» (итал. Gherardo delle Notti). Однако это прозвание появилось не ранее XVIII века. В сохранившихся итальянских документах до 1656 года художник упоминается либо как «Герардо Фламандец» (итал. Gherardo Fiammingo), либо как «Герардо Голландец» (итал. Gherardo Hollandese).
Королева Богемии Елизавета, сестра английского короля Карла I, находившаяся в то время в изгнании в Нидерландах, наняла Хонтхорста в качестве учителя рисования для своих детей. Художник стал известен королю, который в 1628 году пригласил его в Лондон. Там он написал несколько аллегорических композиций, портретов придворных и групповой портрет «Четверо старших детей короля Богемии», на котором двое старших изображены как Диана и Аполлон.
В 1635—1652 годах Хонтхорст работал в Гааге. В 1641 году в Гааге он был назначен придворным художником Вильгельма, принца Оранского. В 1649 году участвовал в росписи загородного дворца Хёйс-тен-Бос, выполнял заказы короля Дании. В 1652 году вернулся в Утрехт, где через несколько лет умер.
Младший брат художника Виллем ван Хонтхорст (1594—1666) также стал известным представителем «золотого века голландской живописи». Многие картины Виллема ранее ошибочно приписывались Герриту из-за сходства их подписей. Виллем был учеником Абрахама Блумарта, а также обучался у своего старшего брата. В 1646 году он отправился в Берлин, где стал придворным художником Луизы-Генриетты, жены курфюрста Фридриха II Бранденбургского. Вернулся в Утрехт в 1664 году.
Среди римских учеников Хонтхорста был Маттиас Стом. Учеником Хонтхорста в 1625—1629 годах в Утрехте был Иоахим фон Зандрарт. Под влиянием творчества «Герардо ночного» работал анонимный «Мастер света свечи».
В Санкт-Петербургском Эрмитаже хранятся семь картин Геррита ван Хонтхорста.

## Галерея

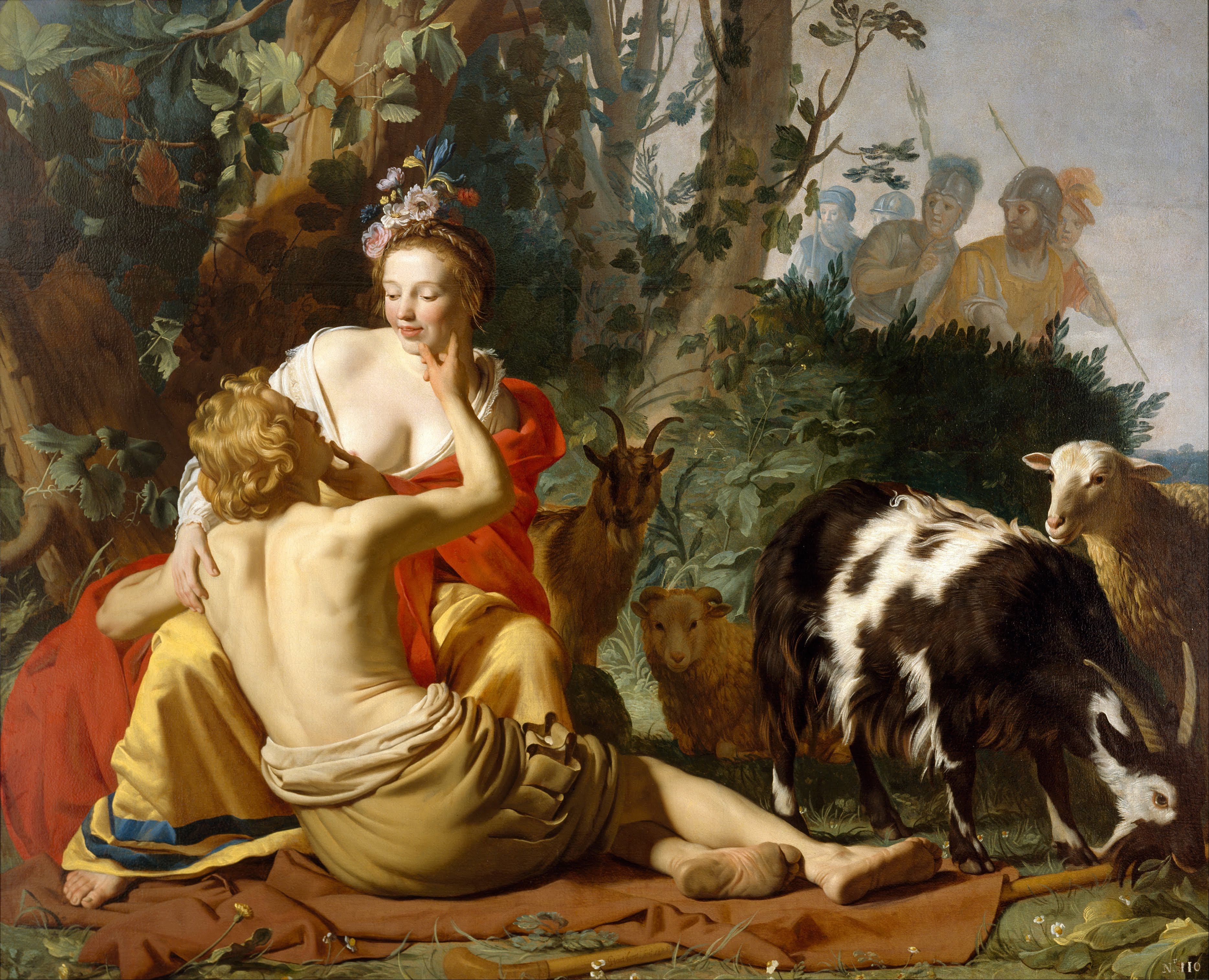
Гранида и Дайфило. 1625. Холст, масло. Центральный музей, Утрехт
Концерт. 1623. Холст, масло. Национальная галерея искусства, Вашингтон
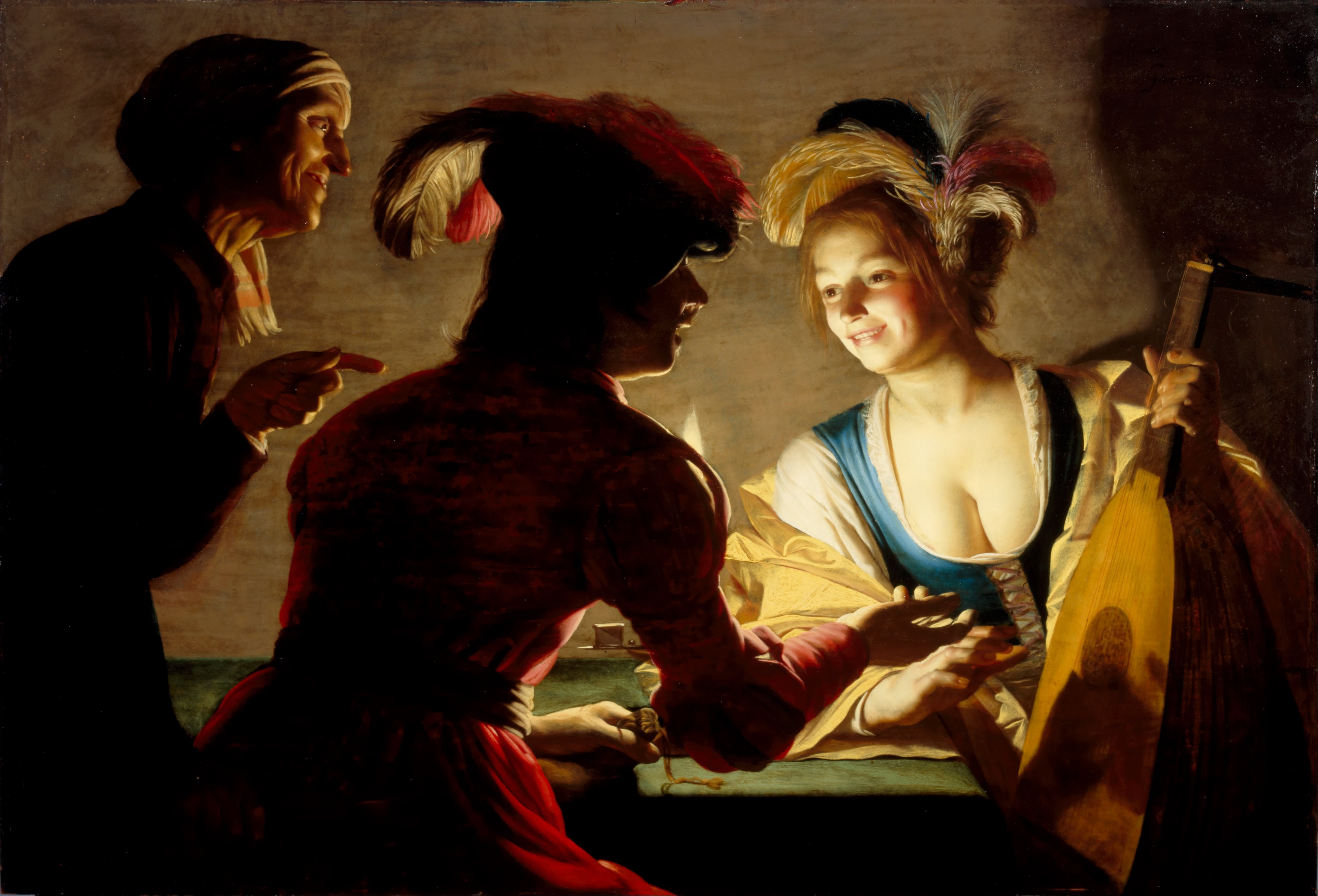
Сводница. 1625. Холст, масло. Центральный музей, Утрехт
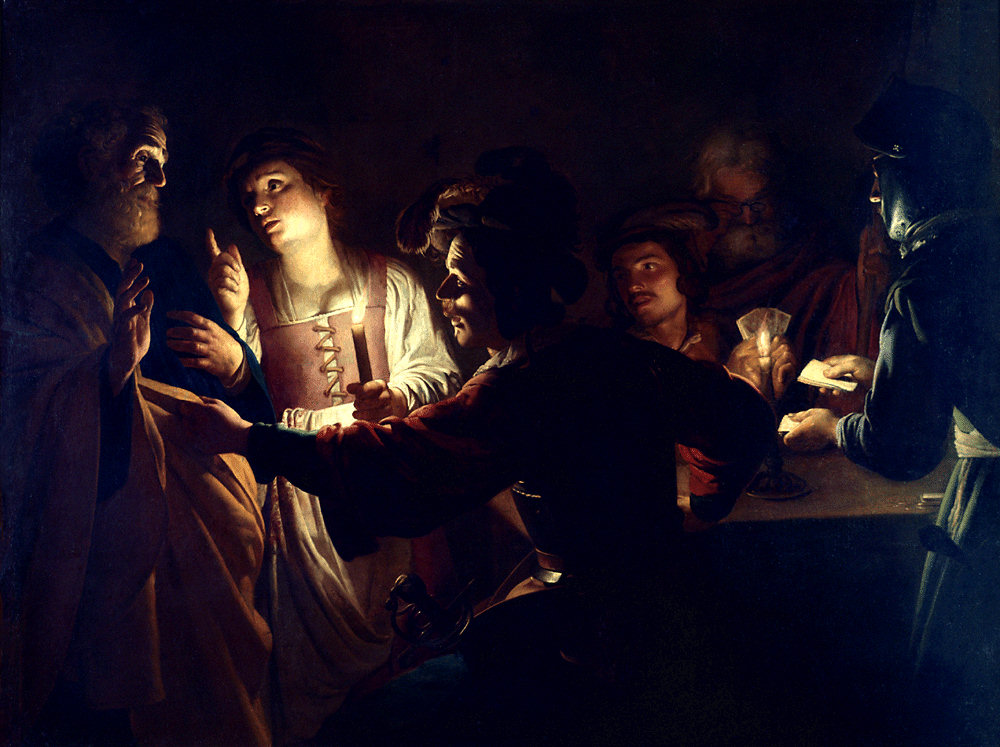
Отречение апостола Петра. Между 1612 и 1620 гг. Холст, масло. Музей изящных искусств, Ренн, Франция
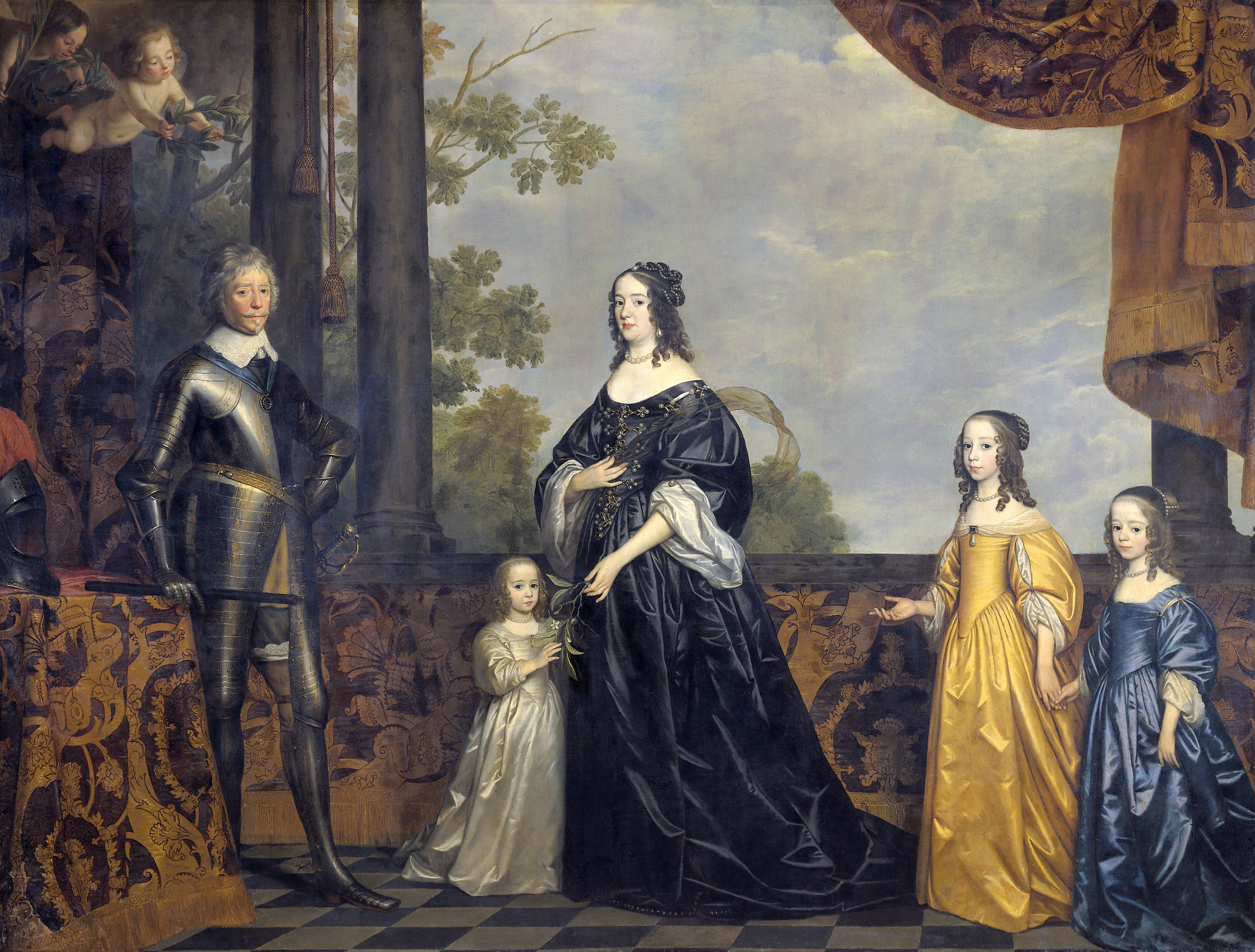
Портрет принца Фредерика Генриха Оранского и его супруги Амалии Сольмс-Браунфельсской с тремя младшими дочерьми. Ок. 1647. Холст, масло. Рейксмюсеум, Амстердам
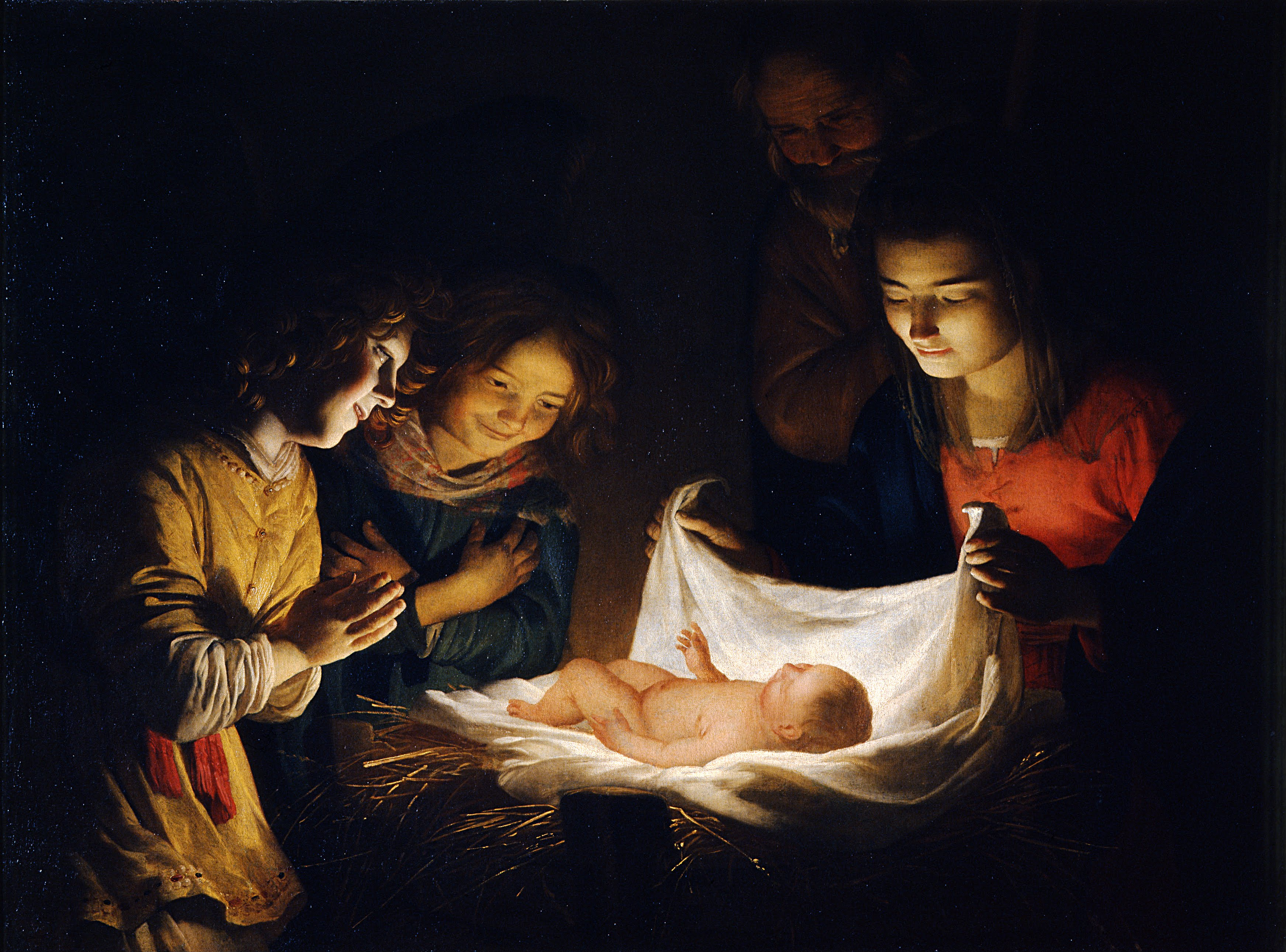
Поклонение Младенцу. Ок. 1620. Холст, масло. Уффици, Флоренция
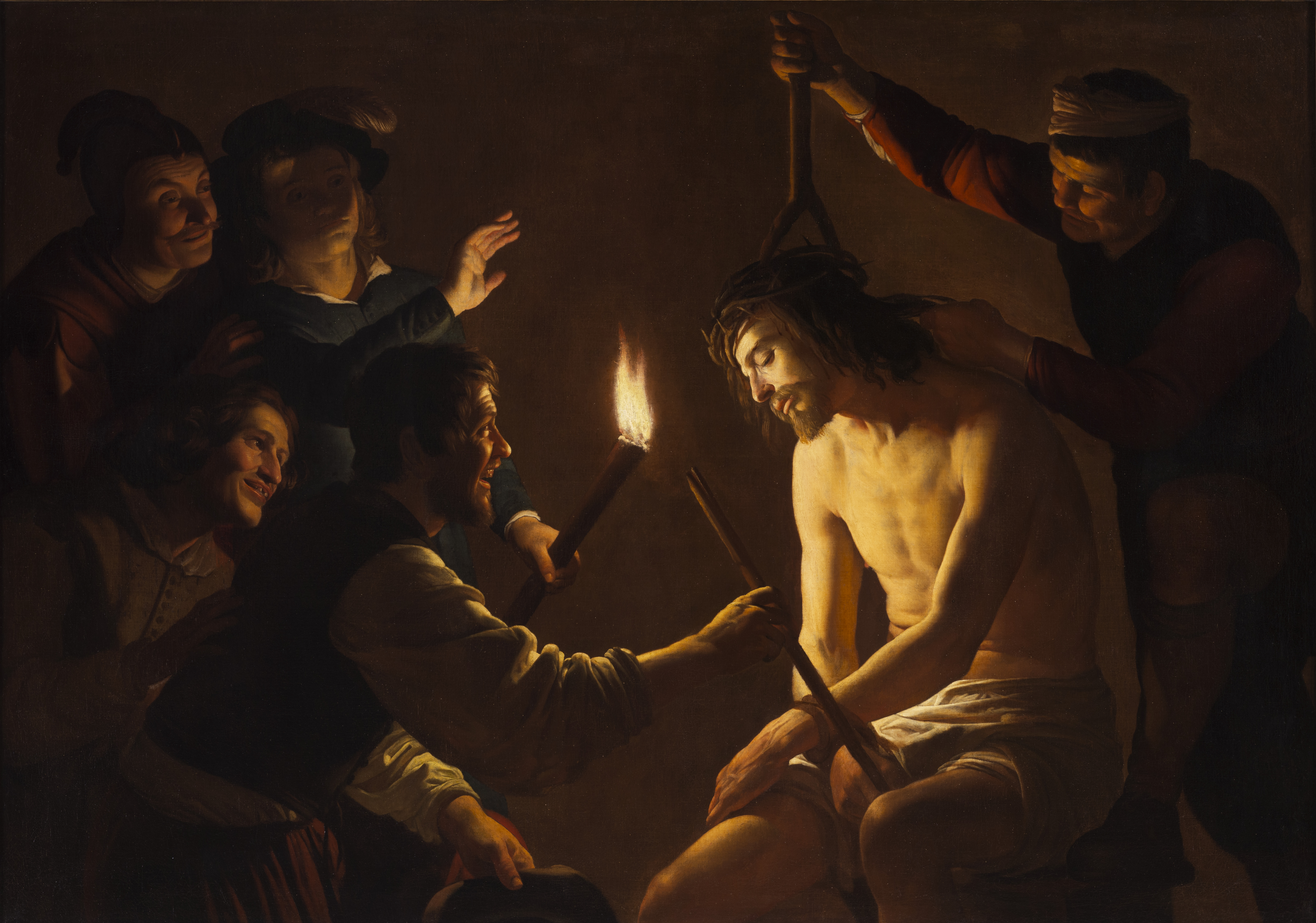
Осмеяние Христа. Ок. 1617. Холст, масло. Музей искусств округа Лос-Анджелес, США
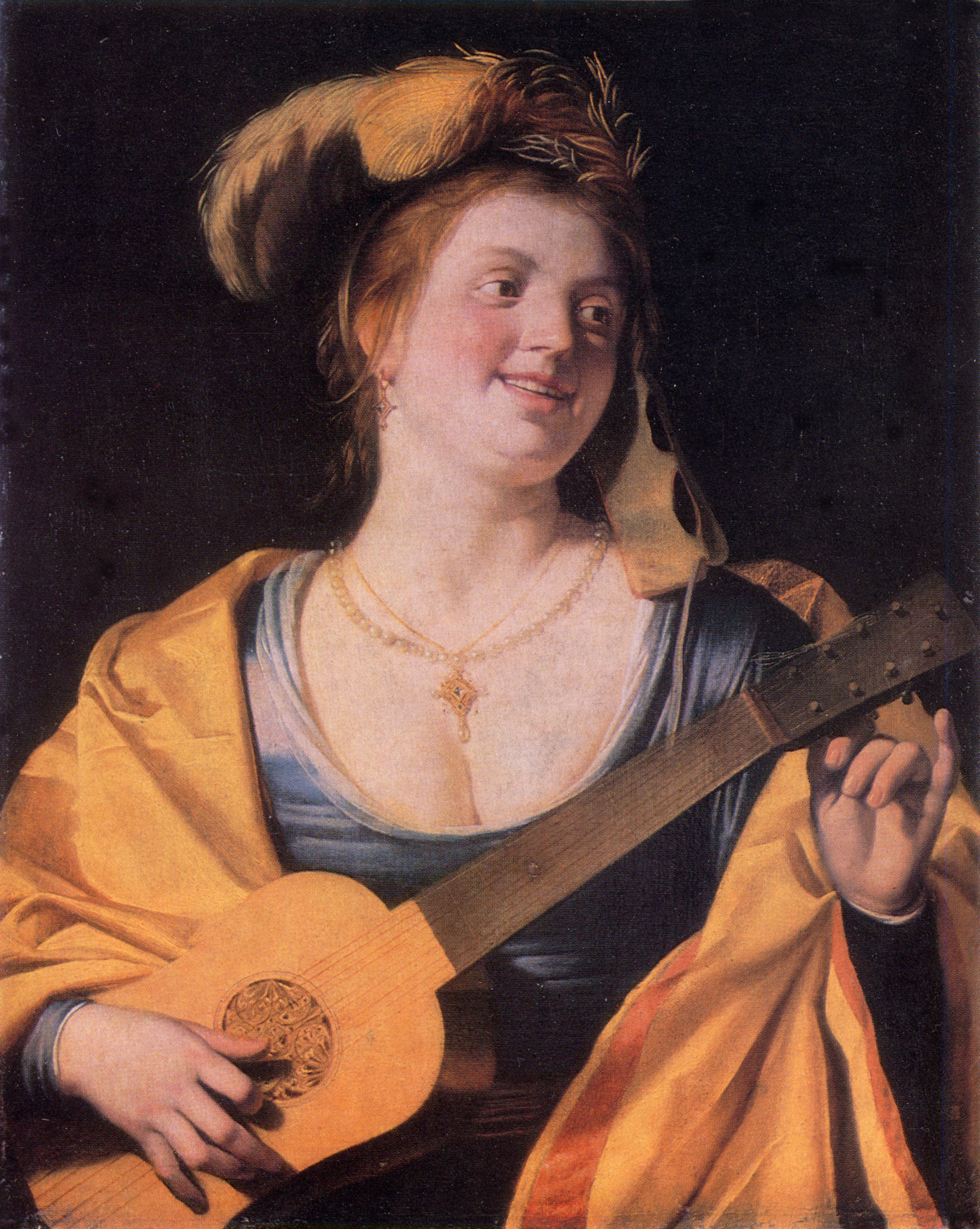
Женщина с гитарой. 1631. Холст, масло. Львовская галерея искусств
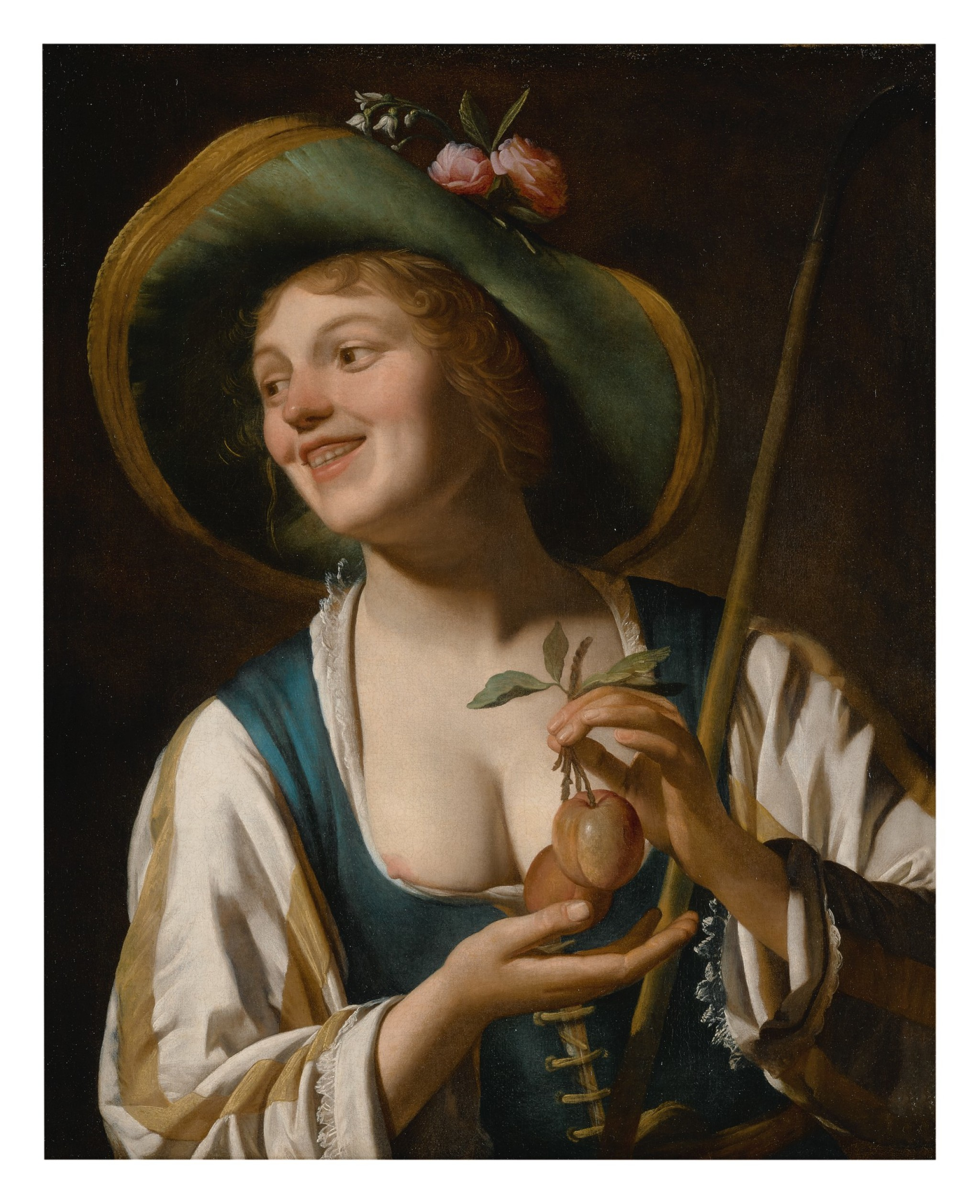
Пастушка со сливами. Частное собрание
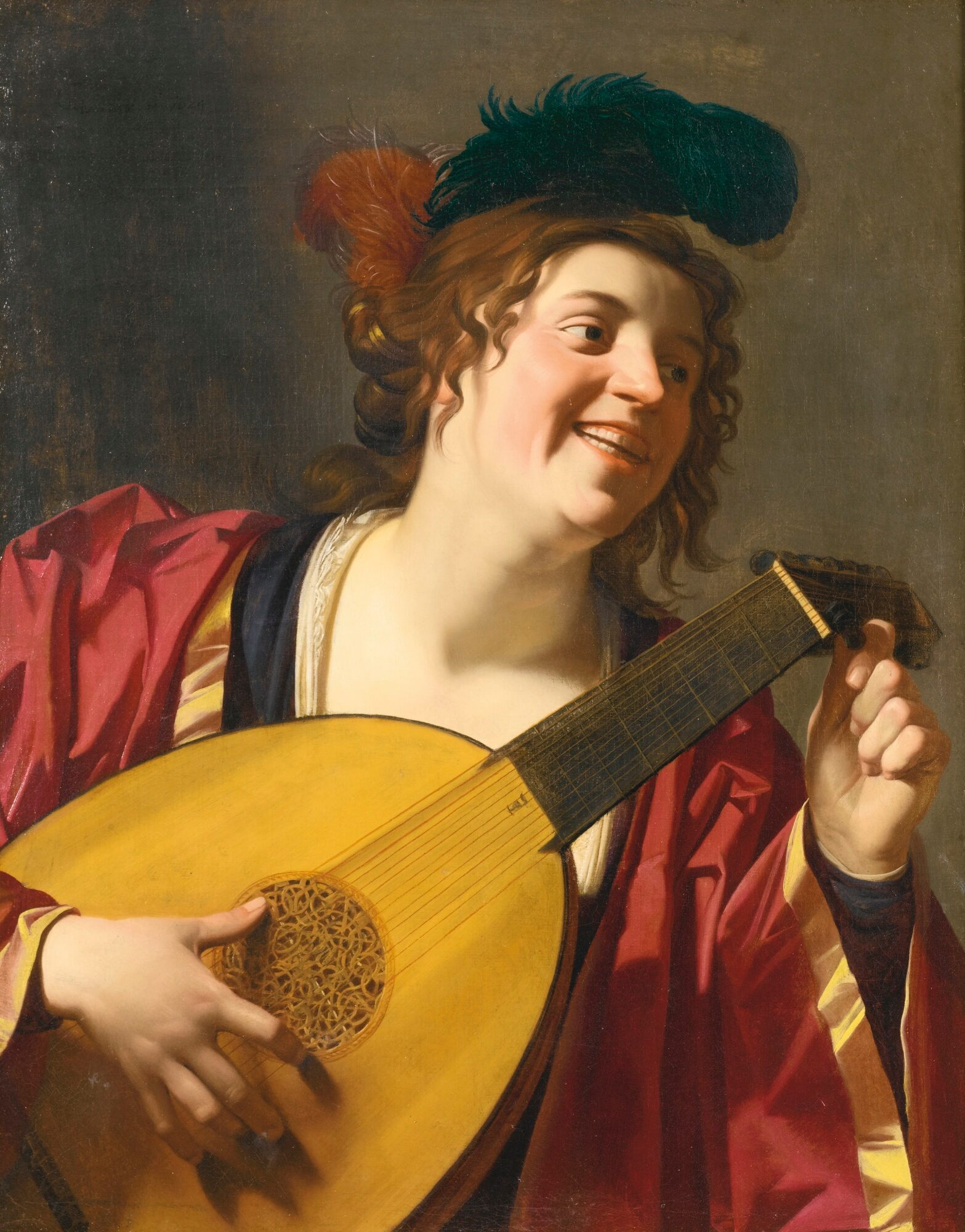
Женщина с лютней. Частное собрание
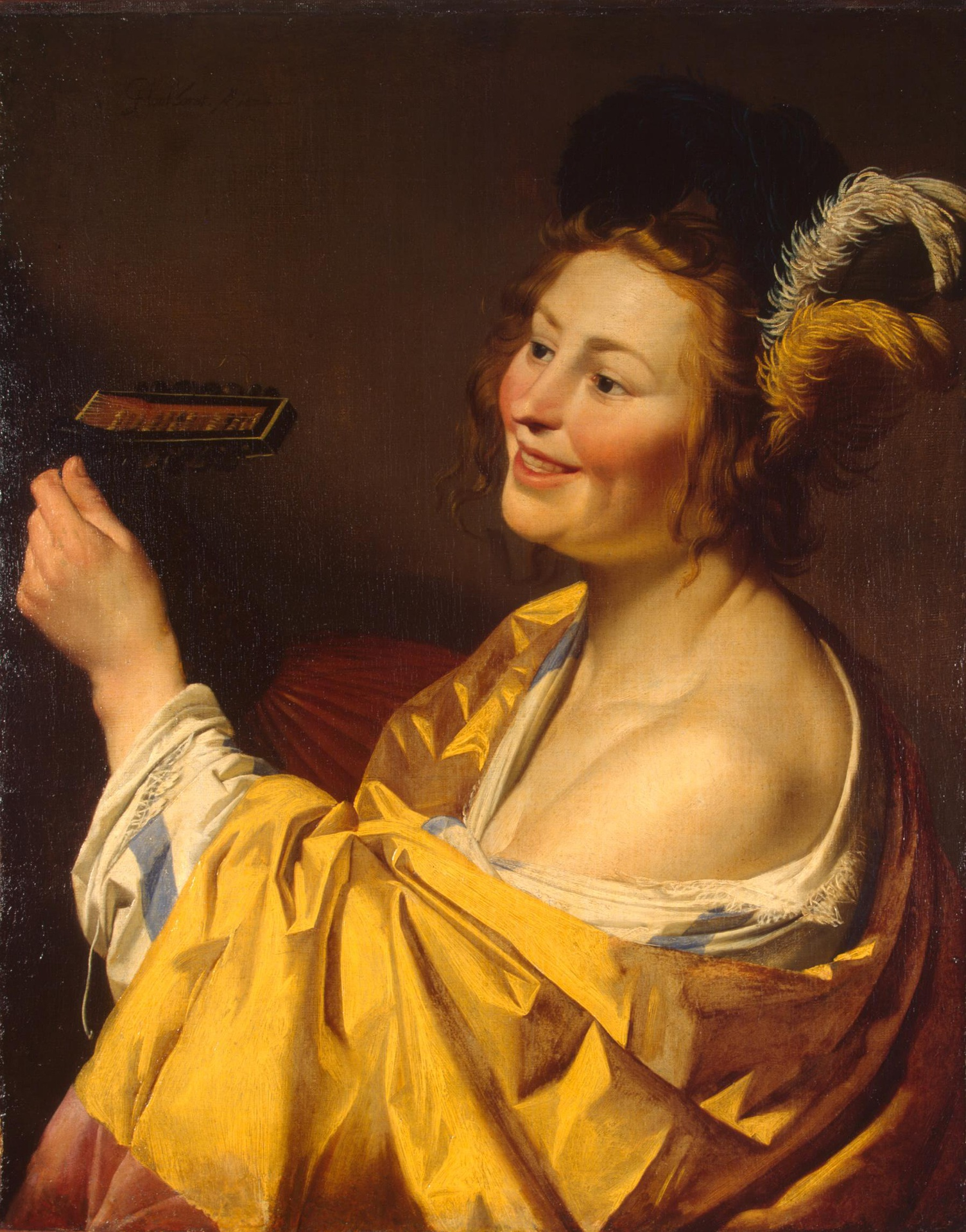
Женщина с лютней. 1624. Холст, масло. Государственный Эрмитаж, Санкт-Петербург